# Bällefors landskommun
Bällefors landskommun var en tidigare kommun i dåvarande Skaraborgs län.

## Administrativ historik
Kommunen inrättades i Bällefors socken i Vadsbo härad i Västergötland när 1862 års kommunalförordningar trädde i kraft.  
Vid Kommunreformen 1952 uppgick kommunen i Moholms landskommun som 1971 uppgick i Töreboda kommun.

## Politik

### Mandatfördelning i Bällefors landskommun 1942-1946
| 8 | 7 |

| 14 |

| 7 | 8 |

| 13 |